# Maometto (nome)
Maometto  è un nome proprio di persona italiano maschile.

## Varianti in altre lingue
- Albanese: Mehmet, Muhamet[2]
- Arabo: محمّد (Muḥammad, traslitterato anche come Muhammad, Muhammed, Mohammad, Mohammed, Mohamed, Mihammad)[2][3][4][5]
- Avaro: МухӀаммад (Muh‡ammad), МухӀамад (Muh‡amad)[2]
- Azero: Məhəmməd, Məmməd[2]
- Bengalese:  মুহাম্মদ (Muhammad, Mohammad, Mohammed)[2]
- Berbero: ⵎⵓⵃⴰⵏⴷ (Muḥand)[2]
- Bosniaco: Muhamed, Mehmed[2]
- Catalano: Mahoma[6]
- Ceceno: Мохьмад (Moh'mad)[2]
- Curdo: محەممەد (Mihemed)[2]
- Dargwa: МяхӀяммад (Mahammad)[2]
- Fula: Muhammadu[2]
- Hausa: Muhammadu, Mamman[2]
- Indonesiano: Muhammad, Muhamad, Mohammad, Mohamad[2]
- Inglese: Mohammed[3], Mahomet[3]
  - Medio inglese: Mahum[3], Mahimet[3], Macamethe[3]
- Inguscio: Мухьмад (Muh'mad)[2]
- Kazako: Мұхаммед (Muhammed), Мұхамед (Muhamed)[2]
- Latino: Mahometus[2]
- Ligure: Mouma, Möma[7]
- Maldiviano: މުޙައްމަދު (Mohamed)[2]
- Malese: Muhammad, Muhamad, Mohammad, Mohamad[2]
- Osseto: Мӕхӕмӕт (Mæhæmæt)[2]
- Pasthu: محمّد (Muhammad, Mohammad)[2]
- Persiano: محمّد (Mohammad)[2]
- Punjabi: محمّد (Muhammad, Mohammad)[2]
- Russo: Магомед (Magomed), Магомет (Magomet), Мухаммад (Muhammad)[2]
- Somalo: Maxamed[2]
- Spagnolo: Mahoma[6]
- Swahili: Mohamed[2]
- Tagico: Муҳаммад (Muhammad)[2]
- Tataro: Мөхәммәд (Môha̋mma̋d), Мөхәммәт (Môha̋mma̋t)[2]
- Turco: Mehmet, Muhammet, Muhammed[2][4]
  - Turco ottomano: Mehmed[2]
- Turkmeno: Muhammet[2]
- Uiguro: مۇھەممەت (Muhemmet)[2]
- Urdu: محمّد (Muhammad, Mohammad)[2]
- Uzbeco: Муҳаммад (Muhammad)[2]
- Lingue dell'Africa francofona: Mahamadou, Mamadou, Mamadu[2]
  - Ipocoristici: Modou[2]

## Origine e diffusione
Nome di scarsissima diffusione in Italia, è l'adattamento fonetico italiano del nome arabo محمّد (Muḥammad), dalla radice حمد (ḥamida), che vuol dire "lodare", "pregare", e il significato è quindi "degno di lode", "lodevole", "[il molto] lodato". Condivide etimologia e significato con il nome Mahmud. Per semantica, inoltre, è affine al nome italiano Enea.
Questo fu il nome del Profeta dell'Islam, Maometto, e sin dalla sua epoca il nome conobbe grandissima diffusione nel mondo musulmano. Tra gli altri, si chiamarono così vari califfi Abbasidi, sei sultani ottomani (questi con la forma turca Mehmet), nonché personaggi del calibro di Rumi, Averroè e al-Khwārizmī.

## Persone
- Maometto, profeta della religione musulmana
- Maometto II, sultano ottomano
- Maometto III, sultano ottomano
- Maometto IV, sultano ottomano
- Maometto V, sultano ottomano
- Maometto VI, sultano ottomano

### Variante Muḥammad/Muhammad

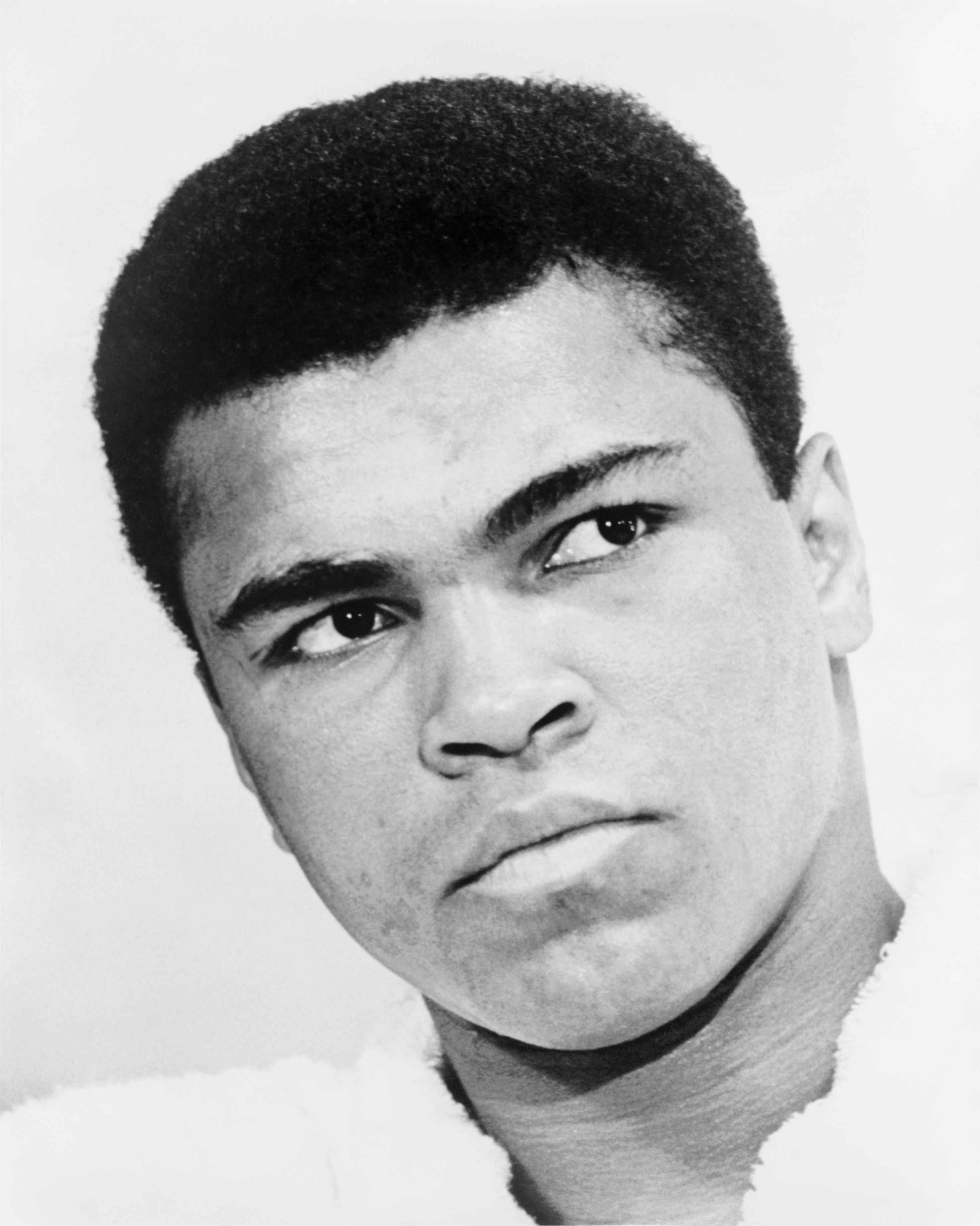
Muhammad Ali

- Muhammad Ahmad, capo religioso e politico sudanese
- Muhammad Ali, pugile statunitense
- Muhammad Gheddafi, dirigente sportivo e dirigente d'azienda libico
- Muḥammad ibn Mūsā al-Khwārizmī, matematico, astronomo, astrologo e geografo persiano
- Muhammad ibn Ahmad ibn Abdun, giurista arabo
- Muḥammad ibn Jābir al-Ḥarrānī al-Battānī, matematico e astronomo arabo
- Muhammad ibn Tughj, militare turco
- Muhammad Naguib, militare e politico egiziano
- Muhammad Yunus, economista e banchiere bengalese
- Muhammad Za'abia, calciatore libico

### Variante Mohamed
- Mohamed Abdelaziz, politico sahrāwī
- Mohamed Al-Fayed, imprenditore e dirigente sportivo egiziano
- Mohamed Amezian, condottiero berbero
- Mohamed Atta, terrorista egiziano
- Mohamed Bouazizi, attivista tunisino
- Mohamed Chafik, linguista e accademico marocchino
- Mohamed Choukri, scrittore marocchino
- Mohamed Mallal, cantautore, poeta, fumettista, produttore discografico e artista marocchino
- Mohamed Salah, calciatore egiziano
- Mohamed Sanu, giocatore di football americano statunitense
- Mohamed Zouaoui, attore tunisino

### Variante Mohammed

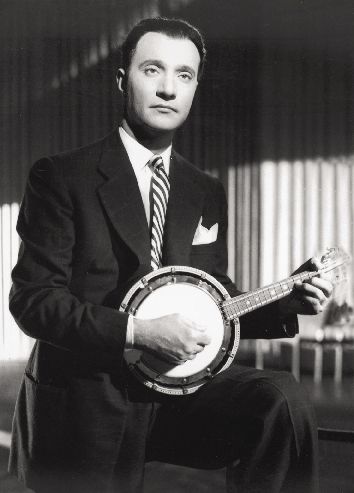
Mohammed Abdel Wahab

- Mohammed Alim Khan, emiro del Bukhara
- Mohammed Arkoun, islamista e filosofo berbero
- Mohammed bin Rashid Al Maktum, politico emiratino
- Mohammed Daud Khan, politico afghano
- Mohammed Nabus, giornalista libico
- Mohammed Zahir Shah, re dell'Afghanistan
- Moḥammed Ḥoseyn Ṭanṭāwī, politico e militare egiziano
- Mohammed Abdel Wahab, attore, cantante e compositore egiziano

### Variante Mohammad

Mohammad Mossadeq

- Mohammad Hamid Ansari, politico indiano
- Mohammad Bakri, regista e attore palestinese
- Mohammad Beheshti, scrittore, accademico e giurista iraniano
- Mohammad Reza Golzar, attore e musicista iraniano
- Mohammad Mossadeq, politico iraniano
- Mohammad Najibullah, politico afghano
- Mohammad Tahir-ul-Qadri, giurista pakistano
- Mohammad Javad Zarif, diplomatico iraniano

### Variante Mehmet

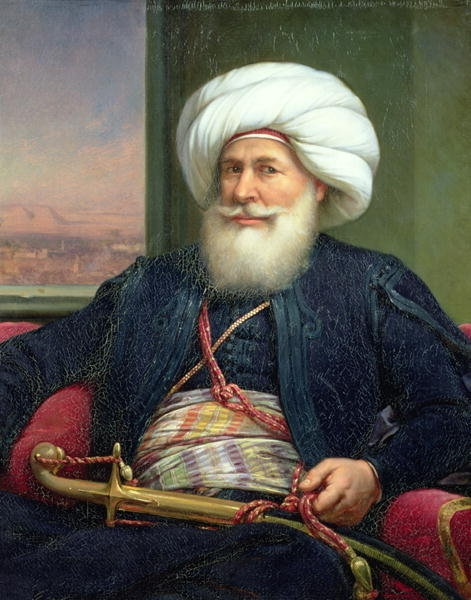
Mehmet Ali

- Mehmet Ali, politico e capo militare albanese
- Mehmet Aurélio, calciatore brasiliano naturalizzato turco
- Mehmet Akif Ersoy, poeta turco
- Mehmet Günsür, modello e attore turco
- Mehmet Hetemaj, calciatore finlandese
- Mehmet Köprülü, militare albanese
- Mehmet Öz, medico, chirurgo, conduttore televisivo e autore televisivo statunitense
- Mehmet Shehu, politico albanese
- Mehmet Shoraq, ammiraglio turco
- Mehmet Ali Talat, politico cipriota